# توماس سوسيك
توماس سوسيك (بالتشيكية: Tomáš Souček)‏ (مواليد 27 فبراير 1995 في هافليتشكوف برود، التشيك) هو لاعب كرة قدم تشيكي؛ يلعب مع نادي وست هام يونايتد في الدوري الإنجليزي الممتاز في مركز الوسط الدفاعي.

## روابط خارجية
- توماس سوسيك على موقع الاتحاد الدولي (مؤرشف)  (الإنجليزية)
- توماس سوسيك على موقع الاتحاد الأوربي (الإنجليزية)
- توماس سوسيك على موقع الاتحاد التشيكي (الإنجليزية)
- توماس سوسيك على موقع قاعدة بيانات كرة القدم.إي يو (الإنجليزية)
- توماس سوسيك على موقع ناشيونال فوتبول تيمز (الإنجليزية)
- توماس سوسيك على موقع Soccerbase.com (لاعب) (الإنجليزية)
- توماس سوسيك على موقع Soccerway.com (الإنجليزية)
- توماس سوسيك على موقع عالم كرة القدم.نت (الإنجليزية)